# Dungeon of the Endless
Dungeon of the Endless è un videogioco del genere strategico a turni, con elementi di tower defence e roguelike, sviluppato da Amplitude Studios e pubblicato nell'ottobre 2014 per Microsoft Windows e Mac OS X, nell'agosto 2015 per dispositivi iOS e per Xbox One a marzo 2016. È il terzo gioco della serie Endless, che include Endless Space e Endless Legend.

## Modalità di gioco
Nel gioco, il giocatore assume il ruolo dei sopravvissuti di un'astronave prigione, la cui capsula di salvataggio si è schiantata sulla superficie di uno strano pianeta. Per scappare, i prigionieri devono portare un cristallo di energia attraverso diversi piani, e ogni piano è pieno di un certo numero di creature pericolose. Il giocatore guida i sopravvissuti attraverso livelli generati casualmente per raccogliere risorse in modo da attivare il potere in varie stanze e costruire torrette per respingere i nemici quando spostano il cristallo dal punto di partenza all'ascensore, fino al piano successivo.